# Skogsfjällets sanatorium

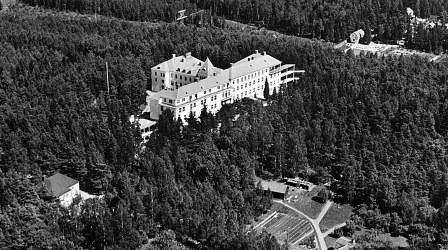
Skogsfjällets sanatorium

Skogsfjällets sanatorium, eller Västmanlands läns sanatorium, var ett sanatorium beläget i dåvarande utkanten av Västerås. Det invigdes 1911 och hade då 70 vårdplatser. Arkitekt var Ernst Stenhammar. 
På området byggdes senare 1928 års lasarett och sanatoriet blev en del av det nya sjukhuset. I dag finns Västerås Centrallasarett, invigt 1968, där.